# Fölktergeist
Fölktergeist es el primer álbum en directo de la banda Mägo de Oz. 
Este fue grabado en la Sala La Riviera de Madrid y en Interpeñas durante las Fiestas del Pilar de Zaragoza. Contiene una recopilación de los mejores temas que tuvieron en sus producciones anteriores, los cuales están grabados en directo. Solamente existe una canción nueva: "Pensando en ti", una versión en español del tema "Dust in the Wind" de Kansas.
El disco Folktergeist fue su primer disco en directo y, junto con Finisterra, uno de los discos más folk del grupo. Este ambiente folk es el que le da nombre al disco. También, como dice Txus en el DVD A Costa da Rock, por los "sucesos extraños" de sus vidas, por lo que al final el nombre es una mezcla de poltergeist (del alemán: espíritu de ruido) y folk.

## Lista de canciones
| CD 1 |                                                     |                                              |          |  |
| N.º  | Título                                              | Álbum original                               | Duración |  |
| 1.   | «Satania» (Introducción de La gazza ladra)          | Finisterra                                   | 9:32     |  |
| 2.   | «Maritornes»                                        | La leyenda de La Mancha                      | 4:20     |  |
| 3.   | «El que quiera entender que entienda»               | Finisterra                                   | 7:17     |  |
| 4.   | «El santo grial»                                    | La leyenda de La Mancha                      | 5:45     |  |
| 5.   | «El lago»                                           | Mägo de Oz                                   | 4:51     |  |
| 6.   | «Hasta que el cuerpo aguante»                       | Finisterra                                   | 5:07     |  |
| 7.   | «El cantar de la luna oscura»                       | Jesús de Chamberí                            | 6:44     |  |
| 8.   | «La leyenda de La Mancha»                           | La leyenda de La Mancha                      | 4:40     |  |
| 9.   | «Pensando en ti» (Cover: Dust in the wind - Kansas) | El que quiera entender que entienda (Single) | 4:41     |  |

| CD 2 |                                             |                         |          |  |
| N.º  | Título                                      | Álbum original          | Duración |  |
| 1.   | «Jesús de Chamberí»                         | Jesús de Chamberí       | 7:46     |  |
| 2.   | «El pacto»                                  | La leyenda de La Mancha | 6:42     |  |
| 3.   | «Réquiem»                                   | La leyenda de La Mancha | 9:03     |  |
| 4.   | «La santa compaña»                          | Finisterra              | 7:20     |  |
| 5.   | «Astaroth» (Con Mar Cabello como vocalista) | Finisterra              | 6:37     |  |
| 6.   | «La danza del fuego»                        | Finisterra              | 5:07     |  |
| 7.   | «Fiesta pagana»                             | Finisterra              | 5:05     |  |
| 8.   | «Hasta que tu muerte nos separe»            | Jesús de Chamberí       | 8:15     |  |
| 9.   | «Molinos de viento»                         | La leyenda de La Mancha | 4:43     |  |

## Ediciones
2002: Edición original 2 CD en formato jewel case, publicado por Locomotive Music
2002: Edición original 2 CD en formato digipak, publicado por Locomotive Music
2002: Edición limitada 2 Casete, publicado por Locomotive Music

## Intérpretes
- José Andrëa: Voz
- Txus: Batería
- Mohamed: Violín
- Carlitos: Guitarra solista
- Frank: Guitarra rítmica y acústica
- Salva: Bajo
- Kiskilla: Teclado
- Fernando Ponce: Flauta

### Colaboraciones
- Pacho Brea (Ankhara): Coros y voz en El que Quiera Entender que Entienda, Hasta que el Cuerpo Aguante.
- Mar Cabello: Coros y voz en Astaroth.